# JEWELS 9th RING
JEWELS 9th RING（ジュエルス・ナインス・リング）は、日本の女子総合格闘技団体「JEWELS」の大会の一つ。2010年7月31日、東京都新宿区歌舞伎町の新宿FACEで開催された。

## 大会概要
JEWELS初代ライト級（-52kg）女王決定トーナメントが開幕し、1回戦4試合が行なわれた。
メインイベントではトーナメント優勝候補と見られていた石岡沙織が能村さくらに0-3の判定負けで1回戦敗退となった。能村の他にハム・ソヒ、長野美香、浜崎朱加が12月の決勝大会進出を決めた。
プロレスラーとして活動していたエスイがプロ総合格闘技デビューするも、超弁慶に腕ひしぎ十字固めで見込み一本負けを喫した。

## 試合結果
第1試合 JEWELS公式ルール -56kg契約 5分2R
○  村田恵実 vs.  HARUMI ×
1R 1:08 腕ひしぎ十字固め
第2試合 JEWELS公式ルール -52kg契約 5分2R
○  アミバ vs.  深岬パトラ ×
2R 2:27 腕ひしぎ十字固め
第3試合 JEWELS公式ルール -48kg契約 5分2R
○  関友紀子 vs.  MIYOKO ×
2R 0:50 チョークスリーパー
第4試合 JEWELS公式ルール -63kg契約 5分2R
○  超弁慶 vs.  エスイ ×
1R 4:34 TS（腕ひしぎ十字固め）
第5試合 シュートボクシングルール -53kg契約 2分3R(延長2R)
○  高橋藍 vs.  エミNFC ×
3R 1:19 TKO（レフェリーストップ：パンチ連打）
第6試合 JEWELS公式ルール -48kg契約 5分2R
○  瀧本美咲 vs.  リサ・ニュートン ×
1R 2:10 チョークスリーパー
第7試合 JEWELS初代ライト級女王決定トーナメント 1回戦 JEWELS公式ルール 5分2R
○  浜崎朱加 vs.  イ・ハンソル ×
1R 0:48 V1アームロック
第8試合 JEWELS初代ライト級女王決定トーナメント 1回戦 JEWELS公式ルール 5分2R
○  長野美香 vs.  セリーナ ×
1R 2:52 腕ひしぎ十字固め
第9試合 JEWELS初代ライト級女王決定トーナメント 1回戦 JEWELS公式ルール 5分2R
○  ハム・ソヒ vs.  市井舞 ×
2R終了 判定3-0
第10試合 メインイベント JEWELS初代ライト級女王決定トーナメント 1回戦 JEWELS公式ルール 5分2R
○  能村さくら vs.  石岡沙織 ×
2R終了 判定3-0